# قطعنامه ۱۶۷۰ شورای امنیت
قطعنامه ۱۶۷۰ شورای امنیت سازمان ملل متحد که در تاریخ ۱۳ آوریل ۲۰۰۶ تصویب شد، سندی بین‌المللی دربارهٔ بررسی وضعیت میان اریتره و اتیوپی است. این قطعنامه طی نشست ۵۴۱۰ام با ۱۵ رای موافق، ۰ مخالف و ۰ ممتنع تصویب شد.